# Таледжо
Таледжо (італ. Taleggio) — муніципалітет в Італії, у регіоні Ломбардія, провінція Бергамо.
Таледжо розташоване на відстані близько 510 км на північний захід від Рима, 60 км на північний схід від Мілана, 25 км на північ від Бергамо.
Населення — 594 особи (2014).
Щорічний фестиваль відбувається 25 квітня. Покровитель — святий євангелист Марко.

## Демографія
Населення за роками:

Станом на 1 січня 2023 року в муніципалітеті офіційно проживало 26 іноземців з 5 країн, серед них 4 громадяни країн Євросоюзу та 9 громадян України.

## Сусідні муніципалітети
- Камерата-Корнелло
- Кассільйо
- Фуїп'яно-Валле-Іманья
- Валь-Брембілла
- Сан-Джованні-Б'янко
- Ведезета